# Chalford
Chalford – wieś w Anglii, w hrabstwie Gloucestershire, w dystrykcie Stroud. Leży 18 km na południe od miasta Gloucester i 142 km na zachód od Londynu. W 2001 miejscowość liczyła 6628 mieszkańców.